# Chahār Maḩāl
Chahār Maḩāl (persiska: چهار محال, چَهار مَحَلّ) är en ort i Iran.   Den ligger i provinsen Bushehr, i den centrala delen av landet, 700 km söder om huvudstaden Teheran. Chahār Maḩāl ligger 45 meter över havet och antalet invånare är 471.
Terrängen runt Chahār Maḩāl är platt åt sydväst, men åt nordost är den kuperad.Runt Chahār Maḩāl är det ganska glesbefolkat, med 43 invånare per kvadratkilometer. Närmaste större samhälle är Pūzeh Gāh, 10,2 km sydväst om Chahār Maḩāl. Trakten runt Chahār Maḩāl är ofruktbar med lite eller ingen växtlighet.